# Pilsbach
Pilsbach  ist eine Gemeinde in Oberösterreich im Bezirk Vöcklabruck  im Hausruckviertel mit 656 Einwohnern (Stand 1. Jänner 2024). Der zuständige Gerichtsbezirk ist Vöcklabruck.

## Geografie
Pilsbach liegt auf 475 m Höhe im Hausruckviertel rund 4 km entfernt von Vöcklabruck. Der Ort liegt am Kohlaichbach, nach Osten und Westen steigt das Land bewaldet auf über 500 Meter an. Die Ausdehnung beträgt von Nord nach Süd 4,6 km, von West nach Ost 4,6 km. Von den zehn Quadratkilometer Gesamtfläche werden 48 Prozent landwirtschaftlich genutzt, 46 Prozent sind bewaldet.

### Gemeindegliederung
Das Gemeindegebiet umfasst folgende Ortschaften (in Klammern Einwohnerzahl Stand 1. Jänner 2024):
- Am Landlberg (47)
- Diesenbach (1)
- Einwald (2)
- Kien (41)
- Kirchstetten (157)
- Mittereinwald (10)
- Oberpilsbach (67)
- Schmidham (65)
- Untereinwald (117)
- Unterpilsbach (149)

### Nachbargemeinden
| Ungenach    | Manning                                     | Rutzenham        |
|             | Kompassrose, die auf Nachbargemeinden zeigt | Pühret           |
| Vöcklabruck |                                             | Attnang-Puchheim |

## Geschichte
Die erste urkundliche Erwähnung erfolgte 824. Im Traditionskodex des Klosters Mondsee ist beschrieben, dass ein Mahtuni dem Kloster 40 Joch Grund in „Puhilespah“ (Pilsbach) übergab.
Ursprünglich im Ostteil des Herzogtums Bayern liegend, gehörte der Ort seit dem 12. Jahrhundert zum Herzogtum Österreich. Seit 1490 wird er dem Fürstentum Österreich ob der Enns zugerechnet.
Während der Napoleonischen Kriege war der Ort mehrfach besetzt.
Seit 1918 gehört der Ort zum Bundesland Oberösterreich. Nach dem Anschluss (Österreich)s an das Deutsche Reich am 13. März 1938 gehörte der Ort zum Gau Oberdonau. Nach 1945 erfolgte die Wiederherstellung Oberösterreichs.

### Einwohnerentwicklung
1991 hatte die Gemeinde laut Volkszählung 554 Einwohner, 2001 dann 630 Einwohner.

## Kultur und Sehenswürdigkeiten
Es gibt in der Gemeinde keine denkmalgeschützten Objekte.
- Die Bauernkapelle Pilsbach besteht seit 1905. Sie hat rund 60 aktive Musiker.

## Wirtschaft und Infrastruktur

### Wirtschaftssektoren
Pilsbach ist eine landwirtschaftlich geprägte Gemeinde. Von den 33 landwirtschaftlichen Betrieben des Jahres 2010 wurden 19 im Haupterwerb geführt. Diese bewirtschafteten 86 Prozent der Flächen.
| Wirtschaftssektor            | Anzahl Betriebe | Anzahl Betriebe | Erwerbstätige | Erwerbstätige |
| Wirtschaftssektor            | 2011            | 2001            | 2011          | 2001          |
| ---------------------------- | --------------- | --------------- | ------------- | ------------- |
| Land- und Forstwirtschaft 1) | 33              | 44              | 36            | 35            |
| Produktion                   | 3               | 1               | 2             | 12            |
| Dienstleistung               | 25              | 5               | 33            | 12            |

1) Betriebe mit Fläche in den Jahren 2010 und 1999

### Arbeitsmarkt, Pendler
Im Jahr 2011 lebten 314 Erwerbstätige in Pilsbach. Davon arbeiteten 58 in der Gemeinde, mehr als achtzig Prozent pendelten aus.

## Politik
Der Gemeinderat hat 13 Mitglieder.
- Mit den Gemeinderats- und Bürgermeisterwahlen in Oberösterreich 2003 hatte der Gemeinderat folgende Verteilung: 8 ÖVP, und 5 SPÖ.
- Mit den Gemeinderats- und Bürgermeisterwahlen in Oberösterreich 2009 hatte der Gemeinderat folgende Verteilung: 8 ÖVP, und 5 SPÖ.
- Mit den Gemeinderats- und Bürgermeisterwahlen in Oberösterreich 2015 hatte der Gemeinderat folgende Verteilung: 9 ÖVP, und 4 SPÖ.
- Mit den Gemeinderats- und Bürgermeisterwahlen in Oberösterreich 2021 hat der Gemeinderat folgende Verteilung: 8 ÖVP, und 5 SPÖ.[8]

### Bürgermeister
Bürgermeister seit 1883 waren:
- 1883–1886 Johann Stadlmayr
- 1886–1889 Karl Weidinger
- 1889–1892 Karl Landertshammer
- 1892–1895 Josef Landertshammer
- 1895–1898 Alois Mayr
- 1898–1901 Johann Weidinger
- 1901–1904 Franz Stadlmayr
- 1904–1907 Franz Huemer
- 1907–1910 Johann Forstner
- 1910–1913 Georg Baumgardinger
- 1913–1918 Franz Eder
- 1918–1919 Franz Vogl
- 1919–1921 Anton Gruber
- 1921–1922 Georg Baumgardinger
- 1922–1924 Dominik Ennsberger
- 1924–1929 Mathias Wimmer
- 1929–1935 Josef Ecker
- 1935–1938 Franz Königsmayr
- 1938–1945 Dominik Ennsberger[10]
- 1945–1955 Franz Königsmayr
- 1955–1961 Karl Huemer
- 1961–1981 Josef Mayr
- 1981–1996 August Wagner
- seit 1996 Alois Gruber (ÖVP)[11]

### Wappen
Blasonierung: Über goldenem, erhöhtem Dreiberg, darin eine blaue Wellenleiste, gespalten; rechts in Blau ein goldener, abnehmender Mond, links von Silber und Rot fünfmal schräglinks geteilt. Die Gemeindefarben sind Blau-Weiß-Rot.
Das von Franz Leitner entworfene Gemeindewappen wurde 1983 von der oberösterreichischen Landesregierung verliehen. Dreiberg und Bach symbolisieren den Ortsnamen, der sich aus „Bühel“ und „Bach“ ableitet. Der Mond verweist auf die frühere Zugehörigkeit zum Kloster Mondsee, die  weiß-roten Schrägbalken sind das Stammwappen der Polheimer, die im heutigen Gemeindegebiet 49 Untertanenhäuser besaßen.

## Persönlichkeiten

### Mit der Gemeinde verbundene Persönlichkeiten
- Josef Ecker-Stadlmayr (1898–1972), ehemaliger Bürgermeister von Pilsbach (CSP) und Landtagsabgeordneter (ÖVP)